# Ромул
Ромул (лат. Romulus) био је легандарни оснивач и први краљ Рима. Различите традиције приписују Ромулу и његовим савременицима оснивање многих најстаријих правних, политичких, религијских и друштвених институција у Риму. Иако многе од ових традиција укљујучу елементе фолклора и није јасно у којој мјери историјска личност одговара митском Ромулу, догађаји и институције које су му приписане биле су средишње за митове о поријеклу и култрним традицијама Рима.

## Традиција
Митови о Ромулу укључују неколико различитих епизода и личности, укљујући чудесно рођење и младост Ромула и његовог брата близанца Рема; Ремово убиство и оснивање Рима; отмица Сабињанки и рат са Сабињанима који је услиједио; период заједничке владавине Титом Тацијем; оснивање различитих римских институција; смрт или апотеоза Ромула и насљедство Нуме Помпилија.

### Ромул и Рем
Према римској митологији, Ромул и Рем су синови Реје Силвије и бога Марса. Њихов дјед по мајци био је Нумитор, законити краљ Албе Лонге, преко кога су близанци водили поријекло и од тројаног хероја Енеја и од Латина, краља Лација.
Прије рођења близанаца, Нумиторов пријесто је узурпирао његов брат Амулије, који је убио Нумиторовог сина или синове, а Реју Силвију осудио на доживтну невиност посвећењем у ред Весталки. Када је Реа затруднијела, рекла је да ју је посјетио бог Марс. Амулије ју је затворио и по рођењу близанаца наредио да их баце у ријеку Тибер. Пошто је ријека набујала од киша, слуге коју су требале бацити близанце нису стигле до саме обале ријеке, па су новорођенчад оставиле испод смокве у подножју брежуљка Палатин.
Према предању, вучица је наишла на близанце и дојила их док их нису пронашли краљев пастир Фаустул и његова жена Ака Ларенција. Браћа су одрасла међу пастирима и брђанима. Након што се укључио у сукоб између Амулијевих сљедбеника и сљедбеника њиховог дједа Нумитора, Фаустул им је испричао њихово поријекло. Уз помоћ својих пријатеља намамили су Амулија у засједу и убили га, враћајући свог дједа на пријесто. Краљевићи су тада одлучили да оснују свој град.
Вратили су се на брежуљке са погледом на Тибер, мјесто гдје су били остављени као новорођенчад. Нису могли да се договоре на коме брежуљку да смјесте нови град. Када предзнак за разрјешење проблема није пружио јасан одговор, сукоб је ескалирао и Ромул или један од његовој сљедбеника је био Рема. У једној варијанти легенде, аугури су подржавали Ромула, који је наставио да оре четвртасту бразду око брежуљка Палатин да би означио зидине будућег града. Када је Рем подругљиво прескочио „зидине” да покаже како су неодговарајуће против освајача, Ромул га је у бијесу ударио. У другој варијанти, Рем је убијен током окршаја, заједно са Фаустулом.

### Успостављање града
Оснивање Рима обиљежавала 21. априла, празником Парилије. Ромулов први чин био је да утврди Палатин, при чему је принијео жртву боговима. Исцртао је границе града браздом коју је заорао, извршио још једну жртву и са својим сљедбеницима отпочео градњу самог града. Рум је тражио сагласност од народа да псотане њихов краљ. Уз Нумиторову помоћ, обратио им се и добио њихово одобрење. Ромул је примио круну након што принијео жртву и молио се Јупитеру и пошто је примио повољна знамења.
Ромул је подијелио становништов на три племена, позната као Ramnes, Titienses и Luceres, за пореске и војне сврхе. Сваким племеном је предсједавао службеник познат као трибун, а племе се даље дијелило на десет курија (одјељења), од којих је сваким предсједавао службеник познат као курио. Ромул је такође додијелио дио земље свакој курији, за добробит народа. Ништа се не зна о начину на који су племена и курије опорезивани, али за војни намет, свака курија је била одговорна за обезбјеђивање стотине пјешадинаца (јединица позната као центурија) и десет коњаника. Свако племе је тако обезбјеђивало око хиљаду пјешадинаца и једну центурију коњаника; формација од три стотине коњаника постала је позната као келерес (брзи) и чинила је краљевску гарду.
Одабравши стотину људи из водећих породица, Ромул је основао римски сенат. Ове људе је назвао патрес (градски оци); њихови потомци су постали познати као патрицији, чинећи једну од двије главне друштвене класе у Риму. Другу класу, познату као плебс или плебејци, чиниле су слуге, ослобођеници, бјегунци који су тражили азил у Риму, они заробљени у рату и други који су временом добили римско грађанско право.
Да би подстакао развој града, Ромул је забранио чедоморство и основао азил за бјегунце на брежуљку Капитол. Овдје су и слободни и робови могли да траже заштиту и римско држављанство.

### Отмицања Сабињанки
Нови град је био испуњен колонистима, од којих су већину чинили млади, неожељени мушкарци. Док су бјегунци који су тражили азил помогли да се број становника повећа, број самаца је увелико надмашио број жена. Без склапања мјешовитих бракова између Рима и сусједних заједница, нови град би на крају пропао. Ромул је формулисао план стицања жена из других насеља. Најавио је битну свечаност и игре и позвао је људе из сусједних градова. Многи су се одазвали, нарочито Сабињани, који су дошли у великом броју. На унапријед договорени знак, Римљани су почели да отимају и одводе удате жене међу својим гостима.
Градови из којих су биле отете жене су се припремали за рат са Римом и могли су поразити Ромула да су били потпуно уједињени. Латински градови Ценина, Крустумерија и Антемна, који нису могли дочекати да Сабињани доврше припреме за рат, кренули су у борбу без својих савезника. Ценина је прва напала, а њена војска је брзо побјегла, а град је заузет. Након што је лично побједио и убио принца Ценине, Ромул му је скинуо оклоп и тиме је постао први који је узео spolia opima и завјетовао се Јупитеру Феретрију. Антемна и Крустумерија су освојене сљедеће. Неким од њихових становника, углавном породицама отетих жена, дозвољено је да се населе у Риму.
Након пораза латинских градова, Сабињани су под вођством Тита Тација, постројили своје снаге и кренули на Рим. Преузели су цитаделу тако што су подмитили Тарпеју, ћерку римског заповједника задуженог за одбрану. Без предности коју је давала цитадела, Римљани су били обавезни да се сусретну са Сабињанима на бојном пољу. Сабињи кренули од цитаделе, након чега је услиједила жестока борба. Према предању, обижње језеро Курције је добиле име по Метију Курцију, сабинском ратнику који је заглавио свог коња у блато да би зауставио римске гониче док се повлачио. У критичном тренутку током борбе, Римљани су почели да се колебају пред напредовањем Сабињана. Ромул се завјетовао у храму Јупитеру Статору, да се његова линија не би разбила. Крвопролиће се коначно завршило када су се Сабињанке умијешале, молећи с једне стране своје очеве и браћу, а с друге своје мужеве, да одоже оружје и измире се. Вође обје стране су се састали и помирили. Образовали су јединствену заједницу, којом су заједнички владали Ромул и Тације.

### Каснији догађаји
Два краља су владала растућим градом неколико година, прије него што је Тације убијен у побуни у Лавинији, гдје је отишао да принесе жртву. Недуго прије тога, група изасланика из Лаурента жалила се опхођење Тацијевих рођака према њима, а Тације се подржао рођаке. Ромул се одупирао позивима да освети смрти сабинског краља, умјесто тога је поново потврдио римски савез са Лавинијом и можда спријечио да се његов град расцјепи по етничким линијама.
У годинама након Тацијеве смрти, Ромул је наводно освојио Фидену, која је из наводог страха од растуће моћи Рима, почела да напада римску територију. Римљани су намамили Фиденце у засједу и разбили њихову војску; док су се повлачили у свој град, Римљани су их пратили прије него што су капије биле затворене и заузели град. Етрурски град Веји, који се налазио уз ток ријеке Тибер од Рима, такође је извршио напад на римску територију, наговијестивши улогу тог града као главног супарника римској моћи у наредна три вијека. Ромул је побиједио војску града, али је град био сувише добро брањен да би га опсједао, тако да је опустошио околину.

### Смрт и насљедство
Послије 37 година владавине, према предању Ромул је нестао у вихору током изненадне и насилне олује, док је прегледао своје снаге на Марсовом пољу. Према Ливију, Ромула су или убили сенатори, растрагли из љубоморе, или га је на небо уздигао Марс, бог рата. Ливије вјерује у другу верзију смрти, јер дозвољава Римљанима да вјерују да су богови на њиховој страни, што је разлог да наставе ширење под Ромуловим именом.
Ромул је стекао култ који се касније асимиловао са култом Квирина, можда првобитног аутохтоног бога Сабињана. Пошто Сабињани нису имали свог краља од Тацијеве смрти, сљедећи краљ Рима Нума Помпије изабран је међу Сабињанима.

### Антички извори
- Dionysius of Halicarnassus, Roman Antiquities i & ii.
- Livy, History of Rome i–v.